# Берлинский воздух

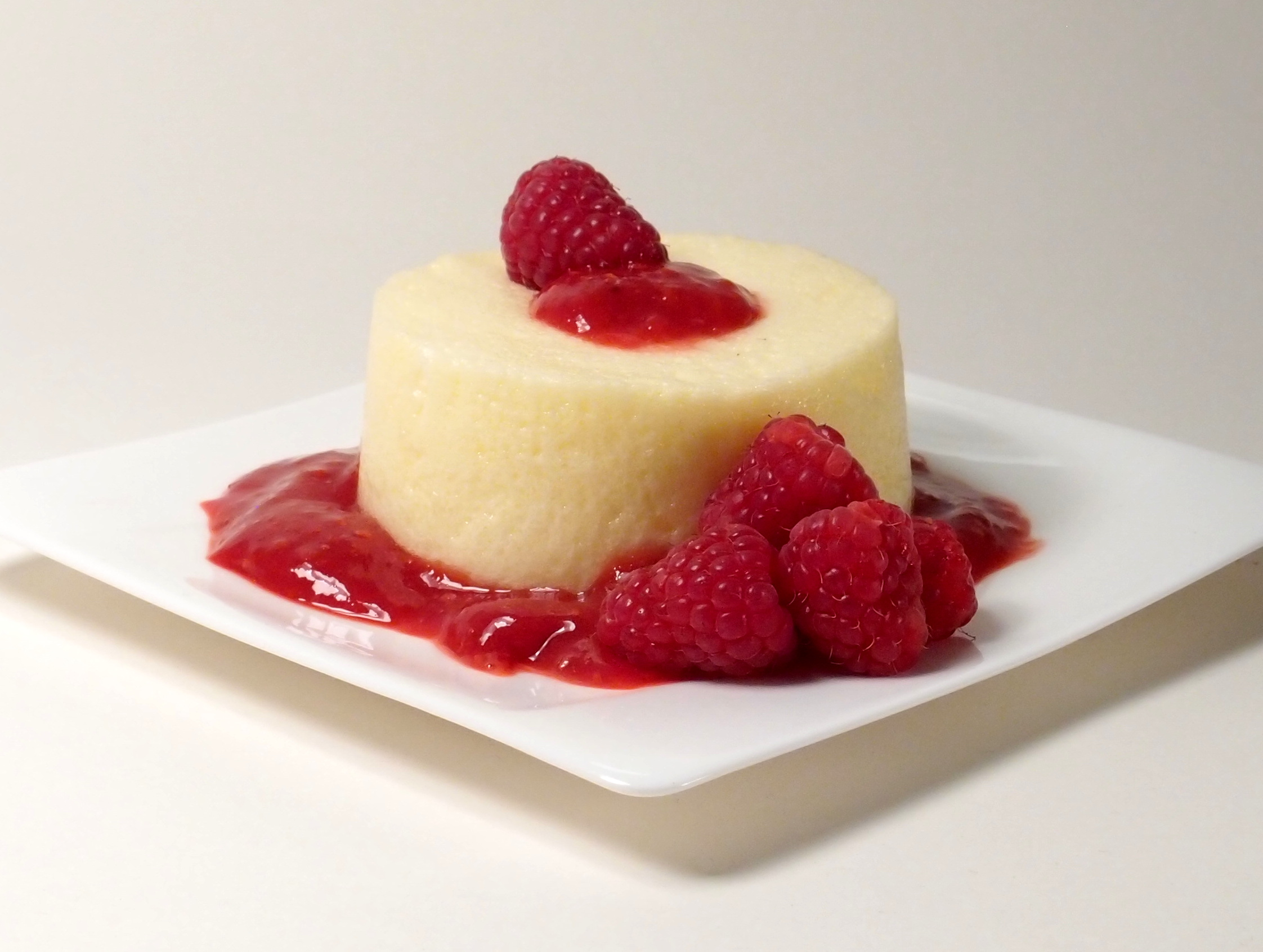
«Берлинский воздух» с белым вином

«Берлинский воздух» (нем. Berliner Luft) — сладкое блюдо берлинской кухни, сладкий яичный крем с желатином, сервируемый с малиновым соком. Рецепт «берлинского воздуха» встречается в кулинарной книге 1897 года. Бравурный марш «Берлинский воздух», прославлявший свободные нравы прусской столицы, был написан Паулем Линке в 1904 году.
Для приготовления «берлинского воздуха» яичные желтки смешивают с сахаром, лимонным соком и цедрой, затем добавляют разведённый желатин и взбитые белки. Иногда в крем добавляют корицу, ванильный сахар, а также белое вино или ром. Крем заливают в формочки и дают застыть.